# 長目塚古墳
長目塚古墳（ながめづかこふん）は、熊本県阿蘇市一の宮町中通にある古墳。形状は前方後円墳。中通古墳群（熊本県指定史跡）を構成する古墳の1つ。出土品は熊本県指定重要文化財に指定されている。

## 概要
熊本県北東部、阿蘇地方の阿蘇カルデラ北東部の東岳川流域に築造された大型前方後円墳である。周辺では、長目塚古墳含む前方後円墳2基・円墳8基の計10基（かつては計14基以上）からなる中通古墳群の築造が知られ、本古墳はその中で最大規模になる。1949-1950年（昭和24-25年）の東岳川改修の際に、前方部の発掘調査が実施されたのち、前方部の大部分が削平されている。また2010-2013年度（平成22-25年度）には、熊本大学により出土品の再整理・分析が実施されている。
墳形は前方部が低平な「柄鏡式」の前方後円形で、東西方向を墳丘主軸とし、前方部を東方に向ける。削平前の墳丘長は111.5メートル（推定復元116.5メートル）を測るが、これは熊本県では大野窟古墳（八代郡氷川町、123メートル）とともに最大級の規模になる。墳丘表面では葺石・埴輪列が認められるほか、墳丘周囲には周溝・外堤が巡らされている（現在はほとんど非現存）。埋葬施設は後円部に推定されるほか（未調査のため不明）、前方部に石棺系石室が認められる。前方部石室の内部からは、被葬者の人骨（成人女性）のほか、銅鏡・武器類・農工具類など多数の副葬品が検出されている。そのほかに墳丘からの出土品として、須恵器・土師器がある。
この長目塚古墳は、古墳時代中期の5世紀前半頃の築造と推定される。古代には阿蘇君（阿蘇氏）一族が阿蘇地方を治めたことが知られ、本古墳含む中通古墳群はその墓に比定される。また本古墳は肥後地方では中期古墳として最大規模であり、本古墳のほかにも肥後地方では中期から新たに内陸部に有力首長墓が築造される様相を示すことから、ヤマト王権の大王墓が大和から河内（百舌鳥古墳群・古市古墳群）に移行するのに対応して、肥後地方では内陸ルートの首長層が台頭した様子が指摘される。
長目塚古墳含む中通古墳群の古墳域は1959年（昭和34年）に熊本県指定史跡に指定されているほか、長目塚古墳出土品は2019年（平成31年）に熊本県指定重要文化財に指定されている。

## 遺跡歴
- 1903年（明治36年）、中村徳五郎が九州日日新聞において中通古墳群の調査報告[3]。
- 1924年（大正13年）、中村徳五郎が『歴史地理』において中通古墳群の調査報告[3]。
- 1949-1950年（昭和24-25年）、東岳川の河川改修に際する事前調査。測量調査および前方部発掘調査（乙益重隆ら。1962年（昭和37年）に報告書刊行）[3]。
- 1959年（昭和34年）12月8日、中通古墳群が熊本県指定史跡に指定[6]。
- 1989年（平成元年）、測量調査（熊本大学。1994年（平成6年）に報告書刊行）[3]。
- 2007年（平成19年）3月28日、出土品が阿蘇市指定有形文化財に指定。
- 2010-2013年度（平成22-25年度）、出土品の再整理・分析（熊本大学文学部。2014年（平成26年）に報告書刊行）。
- 2019年（平成31年）3月26日、出土品が熊本県指定重要文化財に指定[6]。

## 墳丘
墳丘の規模は次の通り。
- 墳丘長：111.5メートル（推定復元116.5メートル）
- 後円部 - 3段築成か。
  - 直径：59.5メートル（南北）
  - 高さ：9.2メートル
- 前方部 - 2段築成か（発掘調査時点では4段築成と報告）。大部分は削平。
  - 長さ：52メートル
  - 幅：30メートル
  - 高さ：4メートル
- くびれ部
  - 幅：17メートル
  - 高さ：1.8メートル

## 埋葬施設
埋葬施設は後円部に存在が推定されるほか（未調査のため詳細は不明）、前方部に石棺系石室が認められる。後者は前述の河川改修工事に際して発掘調査が実施され、調査後には削平を免れた前方部残存部に移築・保存されている。
前方部石室の主軸は東西方向で、墳丘主軸と平行する。石室規模は、長さ（東西）1.85メートル、幅（南北）0.85メートル、高さ0.95メートル。東西の小口壁は、下半を板石の立て置きとし、その上に板状安山岩を小口積みする。南北の側壁は、床面から上面まで板状安山岩の小口積み。また、床・壁面にはベンガラの塗布が認められる。天井石は2枚。この石室内で、被葬者は東を頭位とする伸展葬で、床面上に直葬されたと見られる。

## 出土品
長目塚古墳の出土品は次の通り。
前方部石室内
- 人骨 - 成人女性の頭蓋骨（推定年齢35歳）。現在は前方部石室内に埋納。
- 銅鏡 1点（現存1点） - 仿製内行花文鏡。
- 武器類
  - 鉄刀 2点（現存2点）
  - 鉄鏃束 2点（現存2点）
- 農工具類
  - 刀子 8点（現存13点ママ）
- 玉類
  - 勾玉 4点（現存3点）
  - 管玉 5点（現存4点）
  - ガラス丸玉 43点（現存1点）
  - ガラス小玉 267点（現存157点）
  - ガラス小玉破片 11点（現存3点）
  - 滑石製臼玉 26点（現存20点）

前方部石室外（天井石上）
- 農工具類
  - 鉄斧 1点（現存1点）

墳丘
- 須恵器
- 土師器
- 埴輪片

## 文化財

### 熊本県指定文化財
- 重要文化財（有形文化財）
  - 長目塚出土品 9種451点（附 残欠一括）（考古資料） - 2019年（平成31年）3月26日指定[6]。

## 関連文献
（記事執筆に使用していない関連文献）
- 『阿蘇長目塚 付 小嵐山古墳（熊本県文化財調査報告 第3集）』熊本県教育委員会、1962年。
- 「中通古墳群」『熊本大学文学部考古学研究室研究報告 第1集』熊本大学文学部考古学研究室、1994年。
- 『中通古墳群を考える -長目塚古墳の温故知新-（長目塚古墳発掘70周年・熊本県史跡指定60周年・出土品熊本県重要文化財指定記念シンポジウム記録集）』阿蘇市教育委員会、2021年。 - リンクは奈良文化財研究所「全国遺跡報告総覧」。